# CyberStorm 2: Corporate Wars
CyberStorm 2: Corporate Wars est un jeu vidéo de stratégie au tour par tour développé par Dynamix et édité par Sierra Entertainment, sorti en 1998 sur Windows.

## Accueil
| CyberStorm 2: Corporate Wars |      |       |
| Média                        | Pays | Notes |
| Computer Gaming World        | US   | 2/5   |
| GameSpot                     | US   | 68 %  |
| PC PowerPlay                 | AUS  | 68 %  |
| PC Zone                      | UK   | 40 %  |